# Legia (stolica tytularna)
Legia (łac. Diocesis Legiensis) – stolica historycznej diecezji we Cesarstwie rzymskim w prowincji Numidia zlikwidowana w VII w. podczas ekspansji islamskiej, współcześnie w północnej Algierii. Obecnie katolickie biskupstwo tytularne. 

## Biskupi tytularni
| Lp. | Biskup                 | Funkcja                                                | Od                | Do                  |
| --- | ---------------------- | ------------------------------------------------------ | ----------------- | ------------------- |
| 1   | Miguel Claro Vásquez   | biskup pomocniczy Santiago (Chile)                     | 1 czerwca 1908    | 21 maja 1921        |
| 2   | William Patrick Whelan | wikariusz apostolski Johannesburga (Południowa Afryka) | 11 marca 1948     | 11 stycznia 1951    |
| 3   | Willem van Kester      | wikariusz apostolski Basankusu (RŚA)                   | 19 czerwca 1952   | 10 listopada 1959   |
| 4   | Arturo Rivera Damas    | biskup pomocniczy San Salvador (Salwador)              | 30 lipca 1960     | 19 września 1977    |
| 5   | André Lacrampe         | biskup pomocniczy Reims (Francja)                      | 13 lipca 1983     | 1 października 1988 |
| 6   | Leonard James Olivier  | biskup pomocniczy Waszyngtonu (USA)                    | 10 listopada 1988 | 19 listopada 2014   |
| 7   | Denis Isizoh           | biskup pomocniczy Onitshy (Nigeria)                    | 6 lutego 2015     | 12 lutego 2023      |
| 8   | Joachim Walder         | biskup pomocniczy Aizawl (Indie)                       | 30 marca 2023     |                     |